# Ludvík Wurzel

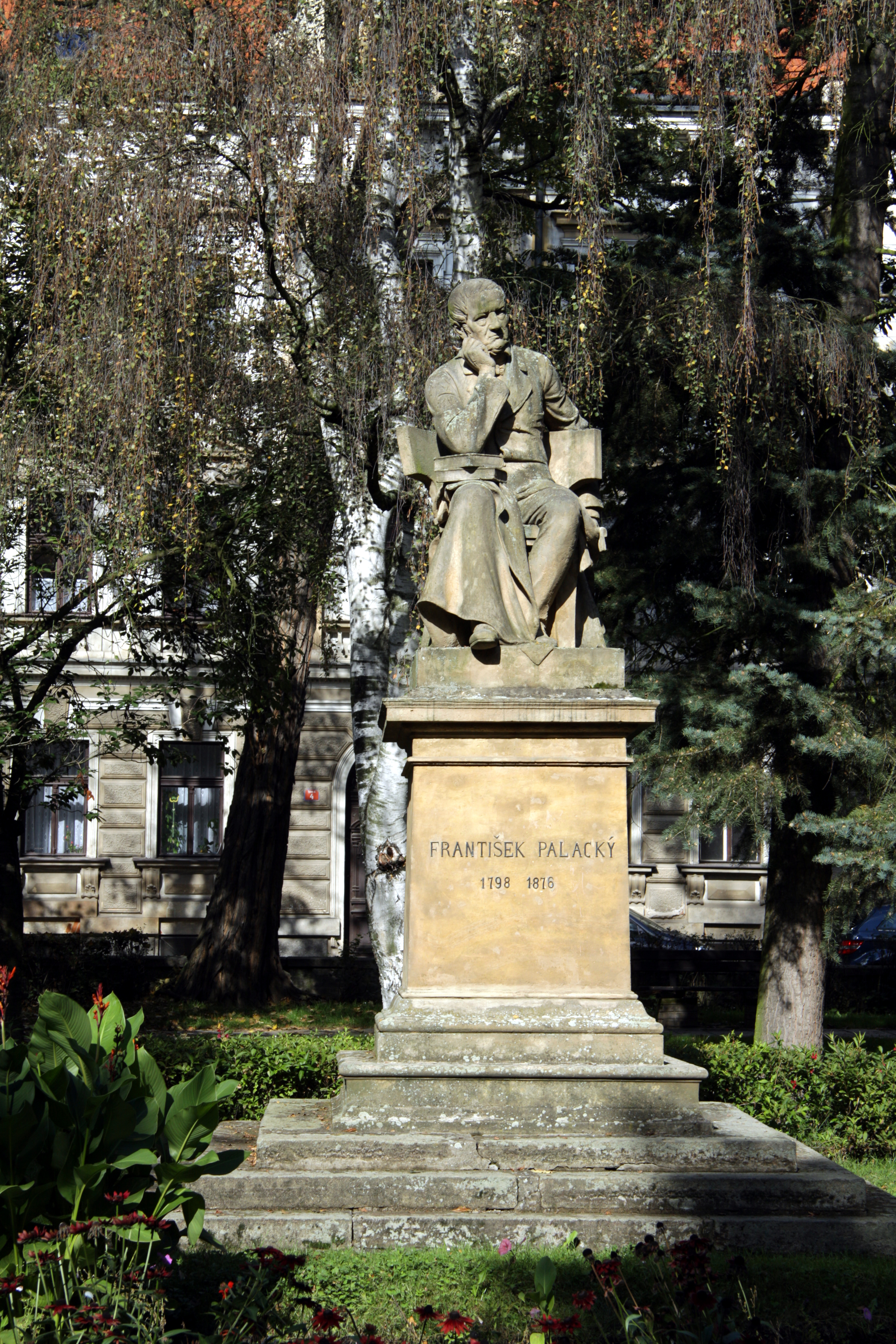
Pomník Františka Palackého, Písek

Ludvík Wurzel (24. ledna 1865 Praha-Nové Město – 25. listopadu 1913 Břevnov) byl český kameník, sochař a vysokoškolský pedagog.

## Život
Narodil se na Novém Městě pražské do rodiny kamenického mistra Franze Wurzela a jeho manželky Kateřiny. Vyučil se v otcově dílně kameníkem, stejně jako jeho starší bratr Eduard (1854-1898), který u této profese zůstal. Studoval údajně na pražské malířské akademii u prof. Josefa Václava Myslbeka který nastoupil na AVU roku 1896; mezi jeho žáky- absolventy Wurzel není evidován, také se měl školit u Bohuslava Schnircha. 
Vlastnil kamenickou firmu, která sídlila na Novém městě v Klimentské ulici a inzerovala hrobky a náhrobky tesané ze žuly, syenitu, mramoru či pískovce.  Zhotovila například přes tři metry vysoký obelisk s postavou sokola na hrob Jindřicha Fügnera na Olšanských hřbitovech.
Působil jako profesor na Umělecko-průmyslové škole v Praze. Z jeho žáků lze jmenovat např. sochaře Jaroslava Rudolfa, řezbáře Tomáše Tonka, malíře Josefa Matějku a sochaře Františka Kočího. V roce 1891 byl jmenován mezi tvůrci výzdoby Městské spořitelny v Rytířské ulici v Praze.
Zemřel 25. listopadu 1913 v Břevnově a pohřben je na Olšanských hřbitovech.

## Dílo
- Socha Oběť víry (ukřižovaný); 1890; sádrový model vystaven na Všeobecné zemské jubilejní výstavě roku 1891 ([6]
- Pamětní deska Josefa Kajetána Tyla v Plzni[7]
- Pomník Františka Palackého v Písku[8]
- Socha Spravedlnost na radnici v Kolíně
- Dekorace na mostě Svatopluka Čecha v Praze
- Náhrobek se sochou sv. Václava na hrobě Václava Laxy, (1909), Praha, Olšanské hřbitovy